# Geschwaderkommodore
Geschwaderkommodore é uma posição (e não patente) da Força Aérea Alemã. Originária da Luftwaffe, é o equivalente na RAF (Royal Air Force) como um Comandante de Grupo (em inglês: Group Commander ou USAF Wing Commander). Geschwaderkommodore era geralmente um comandante de uma Geschwader que tinha a patente de Major, Oberstleutnant ou Oberst.